# Cuisiner avec le livre
Pour plus de détails, voir Fiche technique et Distribution.
Cuisiner avec le livre (Cocinar con el libro) est une série télévisée documentaire uruguayenne de 8 chapitres diffusée pour la première fois en 2019 sur TNU et TV Ciudad,,. Cette série a été réalisée par Gustavo Hernández et produite par Emanuel K. Miranda. Elle est présentée par la cheffe uruguayenne Pénélope Miranda, tout au long des chapitres,,,,.

## Synopsis
Cette série télévisée rassemble les principes de base pour cuisiner et manger plus sainement grâce à l'enseignement de techniques et le partage de conseils et secrets de cuisine. Elle se présente comme un voyage culinaire à travers l'Amérique du Sud guidé par certains des meilleurs chefs au monde. 8 chapitres composent cet univers géographique qui permettent de découvrir dans chaque pays, de nouveaux aliments, des modes de préparation et traditions culturelles,,,.

## Fiche technique
- Titre original : Cocinar con el libro
- Réalisation : Gustavo Hernández
- Scénario : Pénélope Miranda
- Production exécutive : Emanuel K. Miranda
- Maison de production : ØNIMO Films
- Pays d'origine : Uruguay
- Idiome original : espagnol
- Genre : Documentaire

## Production
La série a remporté le Fonds de développement de la Direction de Cinéma et de l'Audiovisuel de l'Uruguay,,,. 8 des chefs les plus influents d'Amérique latine y ont participé: la colombienne Leo Espinosa; la représentante uruguayenne du mouvement Slow Food, Laura Rosano; le chef spécialiste de la cuisine amazonienne, Thiago Castanho;  l'écrivaine argentine Natalia Kiako; le chef du restaurant La Bourgogne à Punta del Este; Verá, un indigène d'origine guarani;  la cheffe brésiliene Bela Gil, et enfin Pilar Rodríguez, l'ambassadrice gastronomique du Chili.
La série a été déclarée d'intérêt culturel par le ministère de l'Éducation et de la Culture de l'Uruguay,,,.

## Liste des épisodes

### Saison 1
| Ne. | Titre                       | Chef             | Chef                                                                                                  | Date d'étrenne |
| --- | --------------------------- | ---------------- | --- | -------------- |
| 1 | Un jour                     | Leonor Espinosa  | Meilleure cheffe d'Amérique Latine 2017 par Latin America's 50 Best Restaurants.                      | 8 mai 2019     |
| Une journée d’alimentation équilibrée avec l’objectif d’entamer un changement dans ses habitudes, un repas à la fois. Les stratégies les plus adaptées sont proposées pour se conformer à un régime alimentaire sain. |                             |                  | |                |
| |                             |                  | |                |
| 2 | Ton garde-manger            | Pilar Rodríguez  | Ambassadrice gastronomique du Chili.                                                                  | 8 mai 2019     |
| Des astuces pour se constituer une réserve de nourriture compatible avec nos habitudes et préférences qui contiennent des encas de bonne qualité et sans dépenser plus que nécessaire. |                             |                  | |                |
| |                             |                  | |                |
| 3 | L'eau, le corps et l'esprit | Verá             | Indigène guaraní.                                                                                     | 8 mai 2019     |
| Développement de prémices fondamentales pour garder un équilibre basé sur l’exercice du corps et la culture d’un esprit en harmonie. Cela se reflète à travers l’utilisation d’espaces ouverts dans la ville et l’importance du contact avec la nature.                                                                            |                             |                  | |                |
| |                             |                  | |                |
| 4 | La clef                     | Aurelien Bondoux | Chef du restaurant La Bourgogne spécialisé en cuisine française. Latin America's 50 Best Restaurants. | 8 mai 2019     |
| Un changement d'habitudes: conseils et recommandations pour réaliser une série de changement de façon permanente, qui ajuste notre comportement à notre mode de vie pour adapter et orienter nos habitudes vers une alimentation consciente, en prenant soin des aspects de base pour bien manger et mieux vivre.                  |                             |                  | |                |
| |                             |                  | |                |
| 5 | Ton assiette                | Thiago Castanho  | Chef Spécialisé en cuisine d'origine amazonienne. Latin America's 50 Best Restaurants.                | 8 mai 2019     |
| Développement de prémices fondamentales pour atteindre et maintenir un état de santé optimal grâce à l'équilibre nutritionnel de nos plats. |                             |                  | |                |
| |                             |                  | |                |
| 6 | Goûts                       | Laura Rosano     | Représentante du mouvement Slow Food en Uruguay.                                                      | 8 mai 2019     |
| L'importance de la consommation mesurée de sel et de sucre est soulevée et des données sont partagées sur les effets nocifs de leur utilisation excessive. |                             |                  | |                |
| |                             |                  | |                |
| 7 | Ta table                    | Bela Gil         | Cheffe et présentatrice de TV.                                                                        | 8 mai 2019     |
| Les prémisses fondamentales sont partagées pour réaliser nos repas avec un équilibre adéquat d'ingrédients et dans une ambiance décontractée loin de la technologie, favorisant les liens interpersonnels. L'accent est mis sur l'importance de valoriser la table familiale et la cuisine maison en tant que patrimoine culturel. |                             |                  | |                |
| |                             |                  | |                |
| 8 | Un Plan                     | Natalia Kiako    | Auteure et journaliste gastronomique.                                                                 | 8 mai 2019     |
| Conseils et recommandations pour adopter un plan de régime alimentaire qui s'adapte aux besoins nutritionnels quotidiens en fonction de notre niveau d'activité et en respectant les différentes tranches d'âge. Les stratégies les mieux orientées pour la mise en œuvre d'un régime alimentaire équilibré sont proposées.        |                             |                  | |                |
| |                             |                  | |                |